# Stumbern (Pillkallen)
Stumbern, 1938 bis 1945: Auertal, litauisch Stumbriai, ist ein verlassener Ort im Rajon Krasnosnamensk der russischen Oblast Kaliningrad.
Die Ortsstelle befindet sich an der Grenze zu Litauen fünf Kilometer nordnordöstlich von Pobedino (Schillehnen/Schillfelde) an der Scheschuppe.

## Geschichte

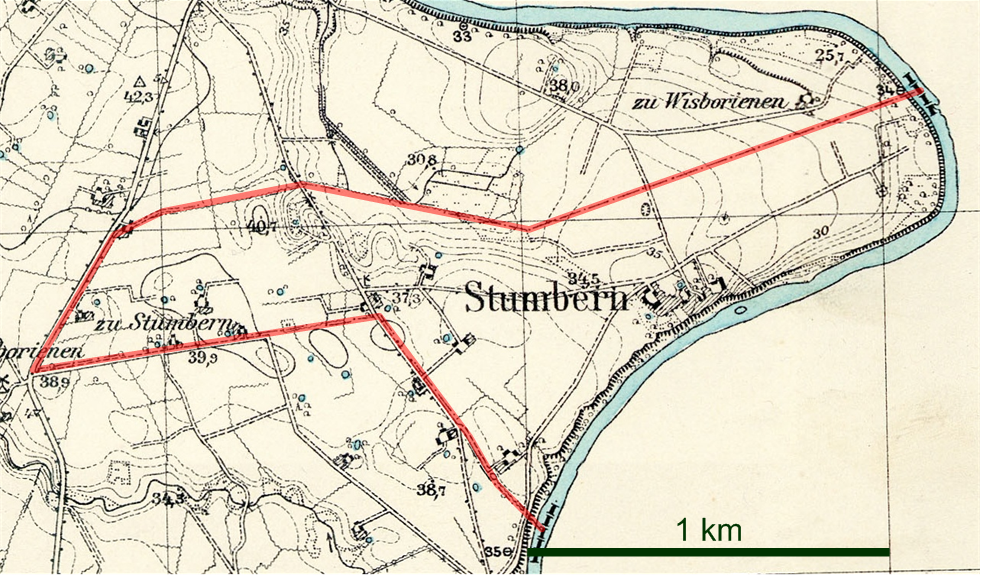
Die Landgemeinde Stumbern auf einem Messtischblatt von 1927

Stumbern war um 1780 ein königliches Dorf. 1874 wurde die Landgemeinde Stumbern in den neu gebildeten Amtsbezirk Wisborienen im Kreis Pillkallen eingegliedert. 1938 wurde Stumbern in Auertal umbenannt. 1945 kam der Ort in Folge des Zweiten Weltkrieges mit dem nördlichen Ostpreußen zur Sowjetunion. Einen russischen Namen erhielt er nicht mehr.

### Einwohnerentwicklung
| Jahr | Einwohner | Bemerkungen                 |
| ---- | --------- | --------------------------- |
| 1867 | 89        |                             |
| 1871 | 90        |                             |
| 1885 | 78        |                             |
| 1905 | 68        | davon 34 litauischsprachige |
| 1910 | 71        |                             |
| 1933 | 60        |                             |
| 1939 | 61        |                             |

## Kirche
Stumbern/Auertal gehörte zum evangelischen Kirchspiel Schillehnen.